# Chesias isabella
Chesias isabella är en fjärilsart som beskrevs av Karl Schawerda 1915. Chesias isabella ingår i släktet Chesias och familjen mätare. Inga underarter finns listade i Catalogue of Life.